# Mircea Grabovschi
Mircea Grabovschi (Sighişoara, 22 de dezembro de 1952 - 23 de julho de 2024) foi um handebolista profissional, medalhista olímpico.

## Títulos
- Campeonato Mundial de Handebol:
  - Campeão: 1974[1]

- Jogos Olímpicos:
  - Prata: 1976[1]